# Bandi Angyal
Dans le nom hongrois Angyal Bandi, le nom de famille précède le prénom, mais cet article utilise l’ordre habituel en français Bandi Angyal, où le prénom précède le nom.
Bandi Angyal ([ˈbɒndi], [ˈɒɲɟɒl]), de son nom d'origine András Ónody, né vers 1760 dans le comitat de Borsod et mort en novembre 1806, est un hors-la-loi et bandit de grand chemin (betyár) hongrois.

## Biographie
András Ónody naît en 1760 dans la famille noble hongroise szentmártonyi Ónody, dont les possessions sont parmi les plus étendues du comitat de Borsod. Il reçoit une bonne éducation, et passe son enfance à Sajószentpéter puis dans les domaines familiaux de Reste (aujourd'hui Rešica en Slovaquie) et de Nyíri, séjournant le plus volontiers à la ferme de Dusnokpuszta près de Sajószentpéter. Sa première épouse vient de Nyíri et appartient à la famille noble appauvrie Angyal, ce qui est probablement l'origine du surnom Bandi Angyal qu'il utilisera plus tard (angyal signifie par ailleurs « ange », et Bandi correspond à András). C'est dans les années 1780 que, fréquentant les maquignons et receleurs de la plaine du Hortobágy, il commet ses premiers délits.
Il est plusieurs fois poursuivi pour complicité, ayant aidé à revendre des chevaux volés par des brigands, mais à chaque fois il parvient à faire ajourner la sanction en faisant traîner les procédures et en corrompant les autorités. Par la suite, il prend part lui-même à des vols de chevaux, parcourant la grande plaine hongroise avec une bande de brigands, et il est notamment connu pour avoir semé la panique aux foires de Karcag et de Mezőtúr. Il est à nouveau poursuivi, et la dégradation des relations entre ses amis de la noblesse et les brigands contribue à ce qu'il soit condamné ; il rédige alors pour sa propre défense un écrit Apológia (« apologie ») où il tente d'expliquer ses erreurs et ses actes, et qui témoigne d'un haut niveau d'éducation pour son époque. Son appel de sa condamnation de 1799 à deux ans d'emprisonnement par le tribunal du comitat de Borsod ne conduit cependant qu'à l'alourdissement de sa peine à quatre ans par la Chancellerie royale (cour suprême). Comme il ne se rend pas de lui-même à la prison de Szeged, un avis de recherche est lancé contre lui en 1805, et le décrit comme un homme de belle allure à la moustache recourbée, portant des vêtements de berger ornés de façon voyante, se faisant appeler Bandi Angyal et parlant quatre langues : hongrois, latin, allemand et slovaque. Il n'est pas arrêté, et meurt d'un abcès en 1806.

## Tradition populaire
Les origines nobles de Bandi Angyal rendent très présente dans l'opinion publique la figure du brigand de la haute société, et à sa mort sa popularité est déjà importante. Elle s'accroît encore dans les années 1810-1820, avec les ballades à son sujet et la littérature populaire (dont une pièce de théâtre d'István Balog, Angyal Bandi, 1812), puis avec un court roman du grand écrivain hongrois Mór Jókai inspiré par sa vie, A népdalok hőse (« Le héros des chansons populaires », 1857).
Les contes sur Bandi Angyal proviennent surtout de Borsod et de la grande plaine, et outre son bel aspect, sa nature hardie et ses capacités remarquables, il est fréquemment fait mention de :
- sa naissance dans une famille riche, qu'il fuit pour choisir une jeune fille pauvre au lieu de l'épouse qui lui était imposée ;
- sa façon d'élever pendant un ou deux ans ses bêtes volées cachées dans des étables souterraines ou des cachettes maquillées en grange, ne les vendant que quand il est sûr que leur propriétaire initial ne les reconnaîtra plus ;
- la fin de sa carrière de brigand, sous diverses versions issues de motifs à diffusion internationale, comme une arrestation après chasse à l'homme par des militaires ou après trahison par des bergers, ou une mort de vieillesse dans une retraite souterraine dont toutes les entrées étaient surveillées, ou une grâce accordée par l'impératrice Marie-Thérèse[2].

Un nom de lieu Angyalbandi, identique au nom de Bandi Angyal en hongrois, a existé en tant que désignation locale de la partie est du hameau d'Alsóroglatica (aujourd'hui Donja Rogatica près de Gornja Rogatica, en Serbie), sans doute en raison de la popularité du brigand et parce que l'auberge qui s'y trouvait autrefois était fréquentée par des brigands de la grande plaine. Ce nom est ensuite devenu le nom officiel de l'arrêt de chemin de fer le plus proche, lors de la construction de la ligne MÁV Szabadka-Cservenka (aujourd'hui Subotica et Crvenka) au début du XXe siècle. Enfin, ce nom remarquable figurant sur les horaires est même devenu la désignation populaire de la ligne Szabadka-Cservenka et du train qui la parcourait. La ligne a été démantelée en Serbie dans les années 1960-1970.